# Новий Цюріхталь
Новий Цюріхталь або Яни́ Цюріхталь (крим. Yañı Tsürihtal, до 1914 року — Вер-Бьорюс, крим. Ver Börüs, з 1948 по 2023 рік — Красногварді́йське) — село Феодосійського району Автономної Республіки Крим.
Площа села — 12.8 тисяч гектарів.

## Історія

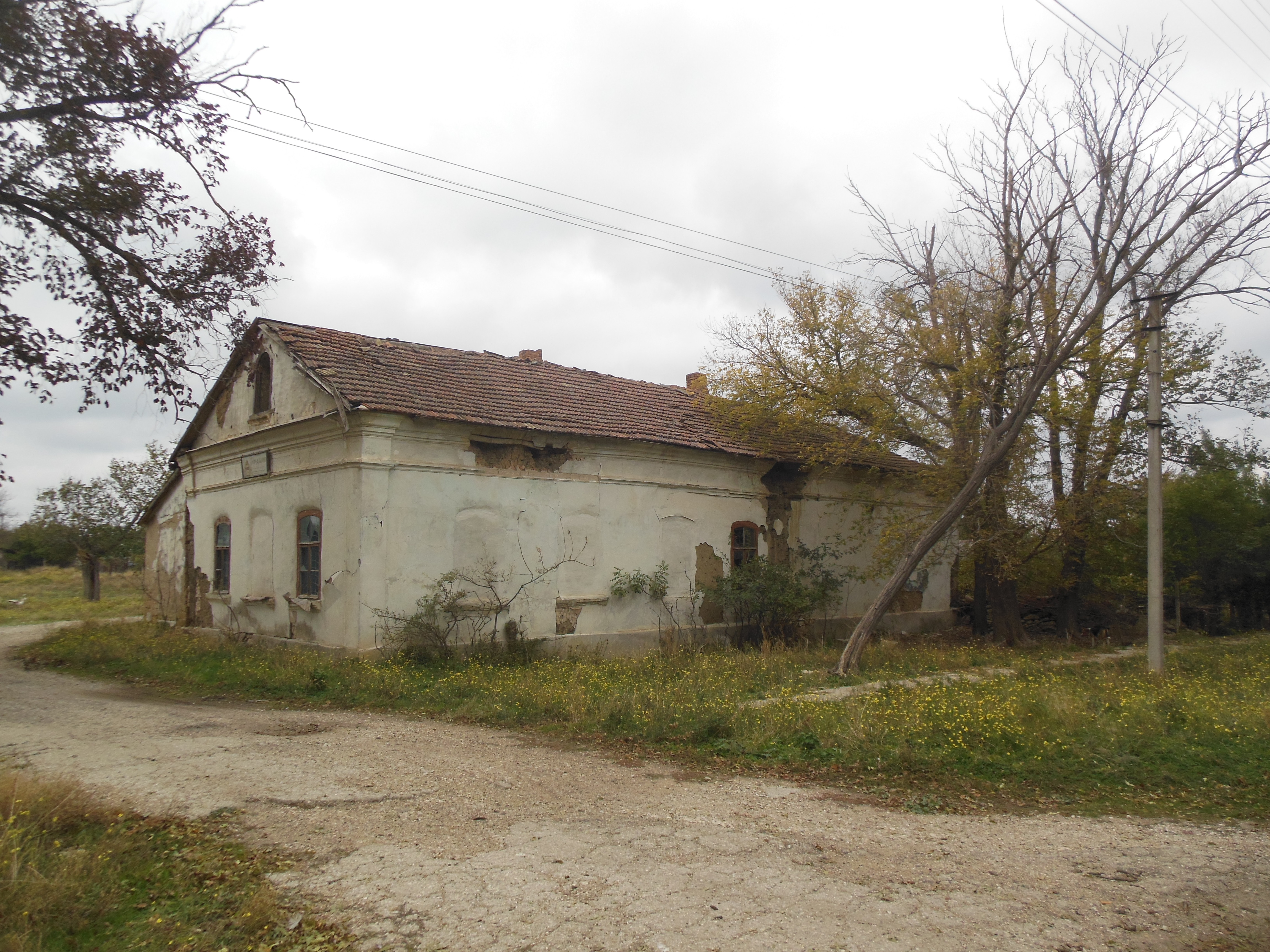
Мечеть у 2016 році

Засноване 1880 року переселенцями зі швейцарського кантону Цюрих.
У 2015 році село було внесено до переліку населених пунктів, які потрібно перейменувати згідно із законом «Про засудження комуністичного та націонал-соціалістичного (нацистського) тоталітарних режимів в Україні та заборону пропаганди їхньої символіки».
12 травня 2016 року постановою Верховної Ради України № 1352-VIII село перейменоване відповідно до вимог закону «Про засудження комуністичного та націонал-соціалістичного (нацистського) тоталітарних режимів в Україні та заборону пропаганди їхньої символіки». Постанова набрала чинности у 2023 році.
У селі знаходиться мечеть Гур Джамі.

## Населення

### Мова
Розподіл населення за рідною мовою за даними перепису 2001 року:
| Мова                | Відсоток |
| ------------------- | -------- |
| російська           | 68,7 %   |
| кримськотатарська   | 11,63 %  |
| українська          | 11,56 %  |
| білоруська          | 0,93 %   |
| інші/не визначилися | 7,18 %   |